# Calliscelio variipes
Calliscelio variipes är en stekelart som först beskrevs av Alan Parkhurst Dodd 1914.  Calliscelio variipes ingår i släktet Calliscelio och familjen Scelionidae. Inga underarter finns listade.